# Christiane Erdmann
Christiane Erdmann (* 1. Dezember 1950 in Bonn) ist eine deutsche Bildhauerin und Fotografin. Sie lebt in Wiesbaden und arbeitet in der Walkmühle. 

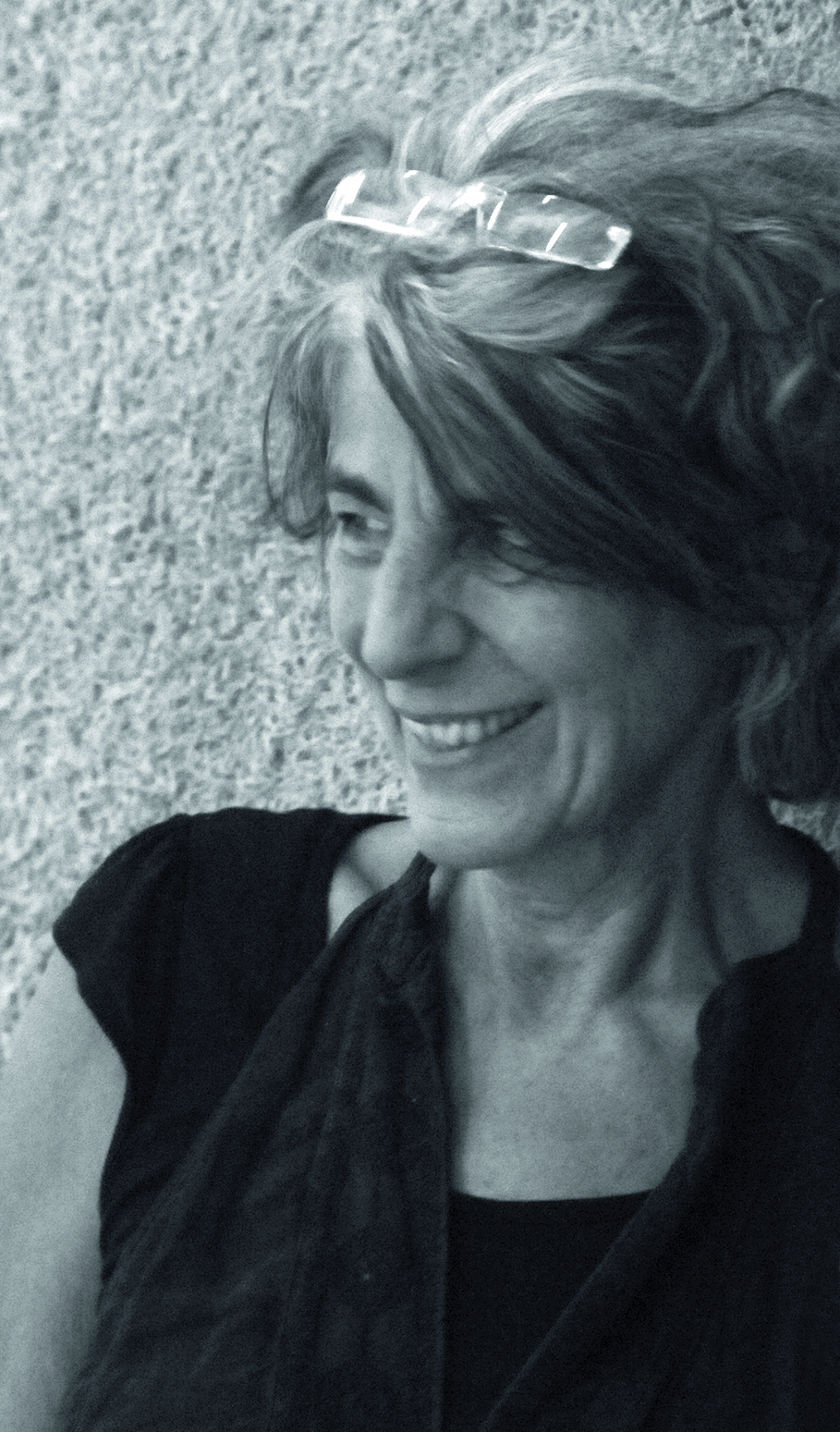
Christiane Erdmann

## Leben
Christiane Erdmann wurde als Tochter des Wissenschaftlers Kurt Erdmann geboren und verbrachte die ersten Jahre ihrer Kindheit in Istanbul. 1959 zog Erdmann mit ihrer Familie nach Berlin, wo sie bis 1968 lebte. Von 1969 bis 1977 studierte sie an der Werkkunstschule in Wiesbaden unter Erwin Schutzbach Bildhauerei.
Nach Abschluss des Studiums begann Erdmann in den Theaterwerkstätten am Staatstheater Wiesbaden zu arbeiten. Daraus entwickelten sich Bühnenbild-Assistenzen. Sie hospitierte bei Inszenierungen und übernahm Regie bei kleineren Produktionen.
Nebenbei hat sie, in noch sehr provisorischen Räumlichkeiten, ihre eigenen Dinge entwickelt und konzentrierte sich erst einmal auf die analoge Fotografie, wo sie mit Schwarzweiß-Handabzügen eine Technik entwickelte, die ihre Arbeiten zu Unikaten machte.
Im Jahr 1980 zog Erdmann nach Rom und arbeitete dort vorwiegend an keramischer Plastik. In den folgenden Jahren arbeitete Erdmann als Fotografin und an verschiedenen Theatern im Bereich Bühne und Kostümbild – unter anderem am Nationaltheater Mannheim, Staatstheater Wiesbaden und dem Pariser Hoftheater Wiesbaden.
Auf den künstlerischen Arbeitsschwerpunkt Fotografie folgte ab 1991 die Metallplastik. Von den Theaterschlossern hat sie sich in die Kunst des Schweißens einführen lassen und sich dann einige Jahre mit Metall auseinandergesetzt. Es folgten Ausstellungen.
1994 erhielt Christiane Erdmann ein Atelierstipendium im Kunsthaus Wiesbaden. 2005 war sie Gründungsmitglied des Künstlervereins Walkmühle ebenfalls in Wiesbaden und kuratierte seitdem dort zahlreiche Themen-Ausstellungen.
2005 war sie ein Gründungsmitglied des Künstlervereins Walkmühle in Wiesbaden.
2005 übernahm sie einen Lehrauftrag an der Akademie der Künste der Johannes Gutenberg-Universität Mainz.
2010 waren in der Kommunalen Galerie in Mörfelden-Walldorf Werke der beiden Preisträgerinnen des Skulpturenparks 2009 zu sehen.

## Werk
Ab 1994 wurde die Holzbildhauerei für Christiane Erdmann bestimmendes Arbeitsgebiet und ist es bis heute geblieben:
- Schwimmerinnen, (#786) Holz, farbig gefasst, Höhe ca. 70 cm, 2005.
- Gänse, (#794) 55 Teile, Holz, farbig gefasst, Höhe ca. 65 cm, 2006.
- Vanessa, Lara, Julia, (#814, #916, #813) Holz farbig gefasst, Höhe ca. 165 cm, 2007/2009.
- Jana, Freya, Nike, (#965, #968, #966) Holz farbig gefasst, Höhe ca. 150 cm, 2011[5]
- Frauenzimmer (#1076–1082) Holz farbig gefasst, Höhe 142–193 cm, 2014.[6]

„Das Arbeiten in Holz ist sehr traditionsreich. Christiane Erdmann bewegt sich auf Spuren, die zurückreichen bis zu den Altvorderen der Griechischen Klassik, die Ihre Figuren ebenfalls aus einem Block (in diesem Fall aber aus Stein) gehauen haben. Das monolithische und der Schwerpunkt auf dem Figürlichen sind ebenso lange in der Kunstwelt tradiert. Die Ähnlichkeiten sind teilweise frappierend: Genau wie die Figuren der archaischen Klassik, sind auch die Arbeiten von Christiane Erdmann häufig symmetrisch angelegt, die Arme oft parallel zum Körper, frei schwingend, in Taschen versenkt oder vor der Brust gehalten.“

„Die jüngsten Szenen, die Christiane Erdmann 2013 entwickelt hat, sind dann wieder bissig ironisch. In der Serie "Sprichwörter" werden Frauen mit roten Highheels und blauen uniformierten Minikleidchen zu sadistischen Mutterfiguren, die Kleinkinder dressieren oder sie gleich ganz "mit dem Bade ausschütten."“

Im Winter 2014/2015 hat sich Christiane Erdmann mit den 12 Schauspielern der Bühne des Berliner Ensembles auf ein, auch für sie, ganz neues Terrain begeben. Sie bildet Gesten, Mimik und Kostüme, die sie für sich aus der Inszenierung der Sonette Shakespeares von Robert Wilson als typisch und prägnant herausgezogen hat, in ihrer „Sprache“, dem Material Holz, ab.
- Shakespeares Sonette (#1083–1094) Holz farbig gefasst, Höhe 151–175 cm, 2014/2015.

## Galerie

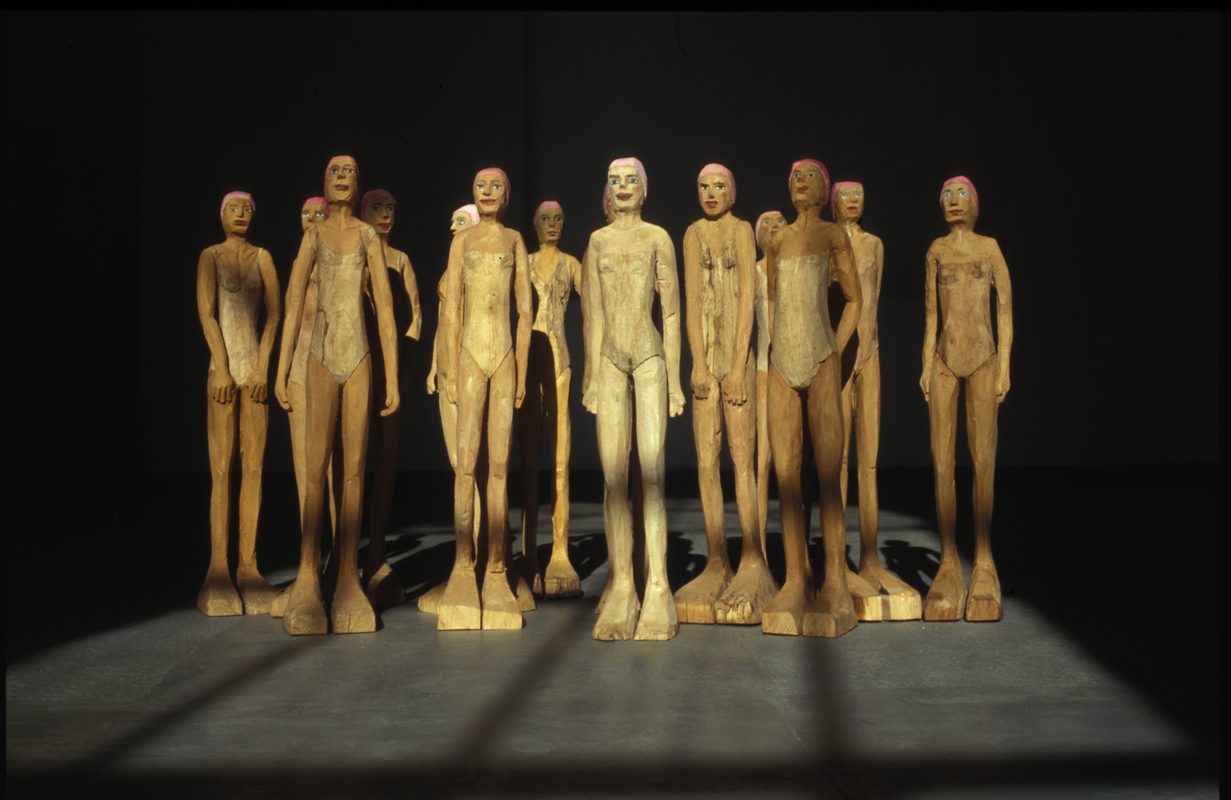
Schwimmerinnen (#786) Holz, farbig gefasst, Höhe ca. 70 cm, 2005
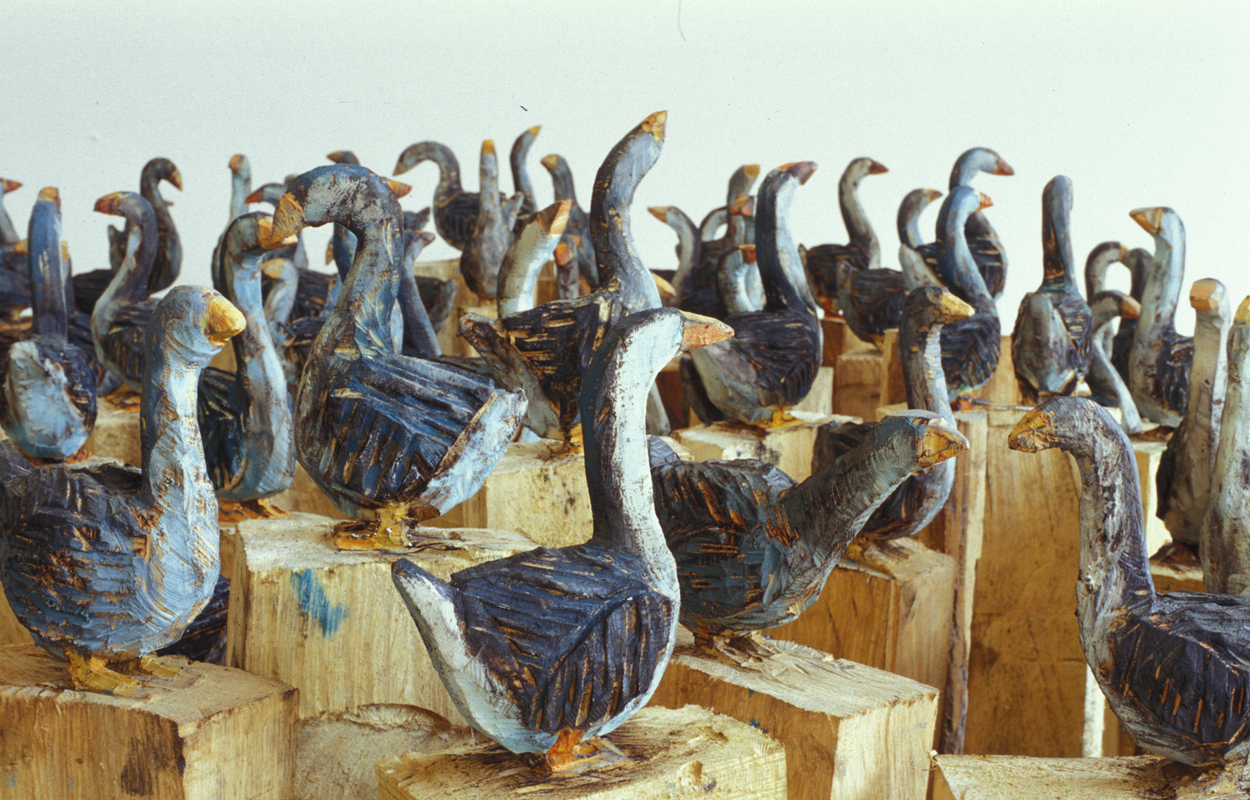
Gänse (#794) 55 Teile, Holz, farbig gefasst, Höhe ca. 65 cm, 2006
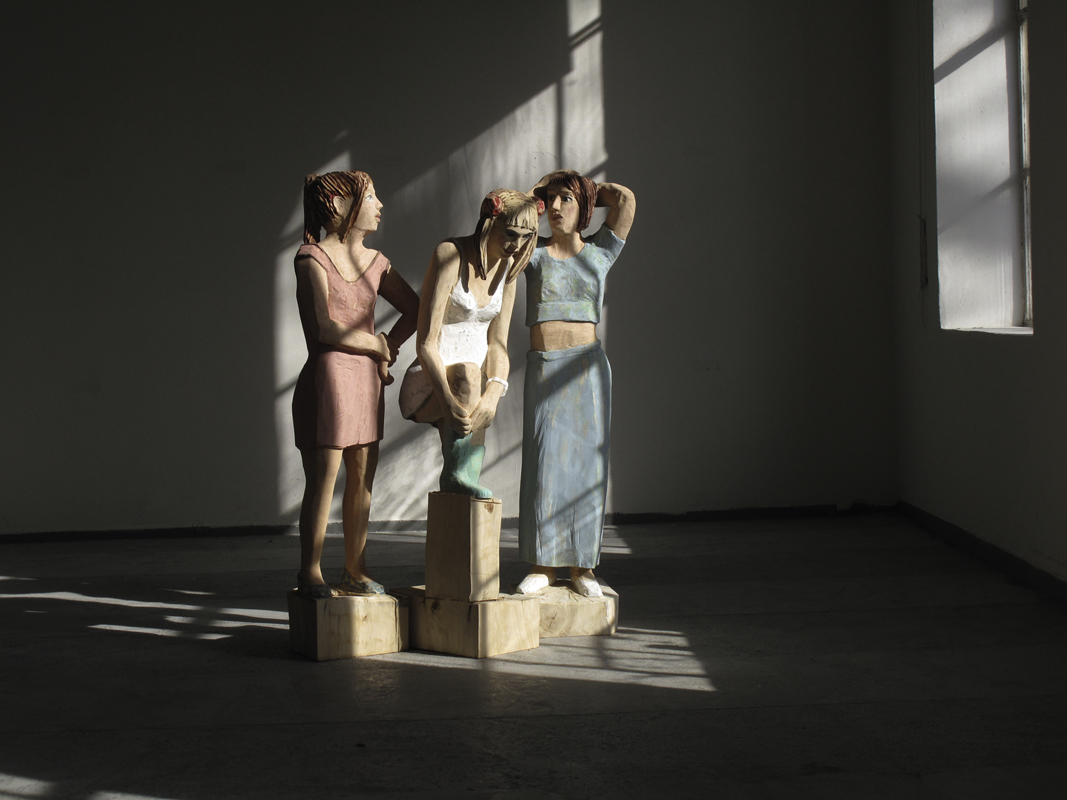
Vanessa, Lara, Julia (#814, #916, # 813) Holz farbig gefasst, Höhe ca. 165 cm, 2007/2009
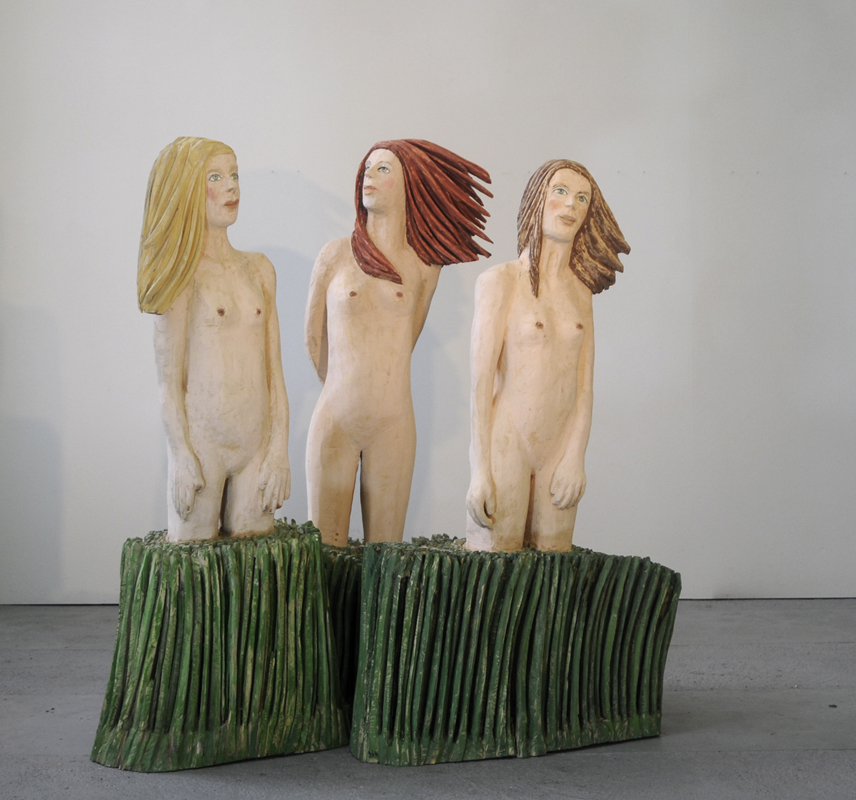
Jana, Freya, Nike (#965, #968, #966) Holz farbig gefasst, Höhe ca. 150 cm, 2011
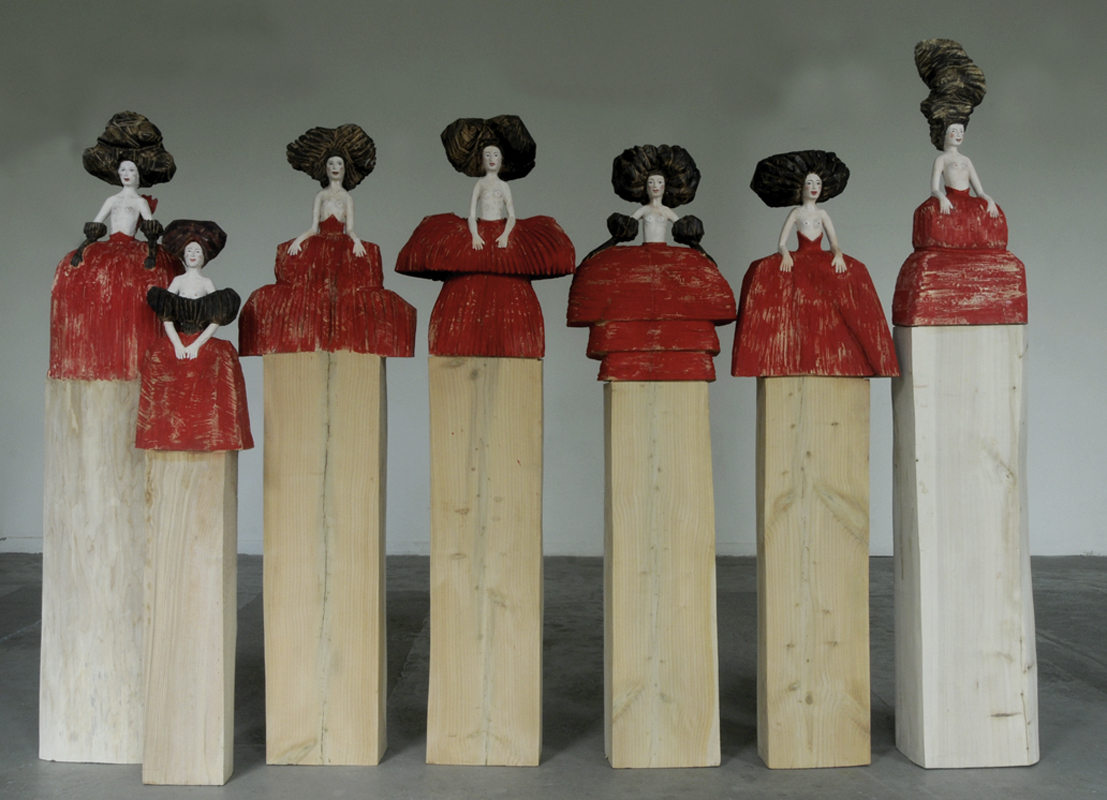
Frauenzimmer (#1076–1082) Holz farbig gefasst, Höhe 142–193 cm, 2014
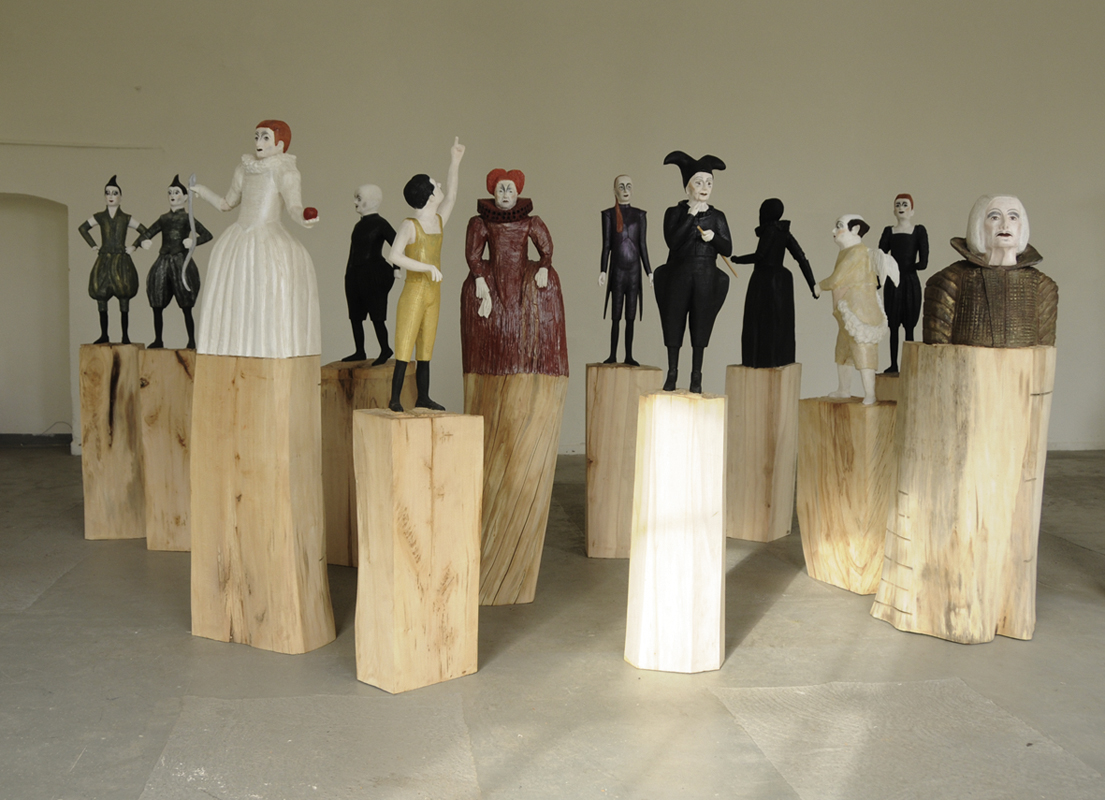
Shakespeares Sonette (#1083–1094) Holz farbig gefasst, Höhe 151–175 cm, 2014/2015

## Ausstellungen

### Einzelausstellungen
- 2015, 2014, 2013, 2012: Schmalfuss, Holzskulpturen, Malerei und Farbobjekte & Contemporary Fine Art, Berlin und Marburg (D)
- 2014, 2013, 2011, 2010, 2008: Galerie Barbara von Stechow, Frankfurt a. Main (D)(*)
- 2014, 2013, 2012, 2010: Galerie Cerny + Partner, Wiesbaden (D)
- 2013, 2001: Museum im Schloß Wehen, Taunusstein-Wehen (D)[7]
- 2012, 2009, 2005, 2001: Kwai Fung Hin Art Gallery, Hongkong (CN) (*)
- 2010: Preisträgerin des Skulpturenparks 2009, Kommunale Galerie, Mörfelden-Walldorf (D)
- 2010: Galleria Le5Venice, Venedig (I)
- 2007, 2003: Global Art Source, Zürich (CH)
- 2005: Galerie Needien, Neede (NL)
- 2005: Regionalgalerie Südhessen, Darmstadt (D)
- 2004: Galerie Holly Snapp, Venedig (I)
- 2002: Werkstatt im Exil, Basel (CH)
- 1999: Taunusfilm, Wiesbaden (D)
- 1995: Galerie der Gegenwart, Wiesbaden (D)
- 1994: Historisches Rathaus, Maintal/Frankfurt (D)
- 1994: Produzentengalerie, Wiesbaden (D)
- 1992: Galerie Büchergilde Gutenberg, Wiesbaden (D)
- 1992: Villa Morasco, Rom (I)
- 1992: Galerie ON, Rom (I)

(*) eigener Ausstellungskatalog

### Ausstellungsbeteiligungen (Auswahl)
- 2020: Ein Künstlerehepaar mit Wulf Winckelmann. Galerie & Edition Bode, Nürnberg (D)
- 2014, 2013: Summertime, Mutterbilder, Sommernachtstraum. Galerie Michael W. Schmalfuß, Marburg (D)
- 2013: Badefreuden, Galerie Kerstner, Kronberg i. Ts. (D)
- 2013, 2011, 2009, 2008: Rückblick, New Talents, Rückschau & The Beach. Galerie Barbara von Stechow, Frankfurt a. Main (D)
- 2011: Motiv Architektur, Künstlerverein Walkmühle, Wiesbaden (D)
- 2010: Skulptur plus, Galerie Jutta Bengelsträter, Düsseldorf (D)
- 2009: Skulpturenpark Mörfelden, Mörfelden-Walldorf (D)
- 2005: Große Kunstausstellung, III. Dimension, Haus der Kunst, München
- 2003: Ein Dutzend, Museum im Schloss Wehen, Taunusstein (D)[8]
- 2001: Thema Holz, Aspekte zeitgenössischer Holzbildhauerei, Galerie Netuschil, Darmstadt (D)
- 1999: Meeting, Backyardgallery, Wiesbaden (D)
- 1995: Quadrat, Kunsthaus Wiesbaden (D)
- 1994: Kunst im Weinberg, Kulturamt, Wiesbaden (D)
- 1993: Aneinander, Kunsthaus Wiesbaden (D)

## Werke in öffentlichen und privaten Sammlungen (Auswahl)
- BNP Paribas
- Hang Lung Real Estate Agency, Hongkong, China
- Landeshauptstadt Wiesbaden
- Morgan Stanley
- Pacific Century Premium Developments, Hongkong, China
- Klaus Tschira Stiftung
- UBS Art Collection
- Union Square, The Harbour Side, Hongkong, China

## Ehrungen
- 2009: Preisträgerin des Skulpturenparks, mit Trash/Treasure.[9]